# Tuwed
Tuwed is een bestuurslaag in het regentschap Jembrana van de provincie Bali, Indonesië. Tuwed telt 4250 inwoners (volkstelling 2010).